# ボヤン・ヨルダノフ
ボヤン・ヨルダノフ（ブルガリア語: Боян Йорданов、1983年3月12日 - ）は、ブルガリアの男子バレーボール選手。ソフィア出身。ポジションはオポジット。元ブルガリア代表。

## 来歴
2002年、ブルガリアリーグのレフスキ・ソフィアへ入団。4度のリーグ優勝とブルガリアカップ優勝を経て、ギリシャリーグのオリンピアコスへ移籍した。2008年からEAパトラに所属している。
ブルガリア代表に選出され、2006年世界選手権、2007年ワールドカップに出場し、それぞれ銅メダル獲得した。ナショナルチームには大黒柱のオポジット・ウラジミール・ニコロフがいるため、2008年北京オリンピックではマテイ・カジースキのレフト対角のポジションを務めた。

## 球歴
ナショナルチーム代表歴
- オリンピック - 2008年（5位）
- 世界選手権 - 2006年（銅メダル）
- ワールドカップ - 2007年（銅メダル）
- ワールドリーグ - 2006年、2007年、2008年

クラブチーム優勝歴
- ブルガリアリーグ - 2003年、2004年、2005年、2006年
- ブルガリアカップ - 2002年、2003年、2005年、2006年

## 所属クラブ
- レフスキ・ソフィア（2002-2006年）
- オリンピアコス（2006-2008年）
- EAパトラ（2008-2010年）
- パナシナイコス（2010-2011年）
- Carige Genova（2011-2012年）
- オリンピアコス（2012-2015年）
- トミス・コンスタンツァ（2015-2016年）
- Levski Ball（2016年）
- AOP Kifisiás（2016-2017年）
- Foinikas Syros ONEX（2017-2018年）
- パナシナイコス（2018-2019年）
- Calcit Kamnik（2019-2020年）
- レフスキ・ソフィア（2020-2022年）
- AONSミロン（2022-2024年）
- KUUTIOHOMES Pafiakos（2024-）